# Lorenzo Goikoetxea
Lorenzo Goikoetxea Oleaga (Mungia, 1959) fue un civilista, abogado, doctor en Derecho, Profesor de Derecho Civil en la Universidad de Deusto, experto en Derecho Civil Foral Vasco y miembro de la Real Sociedad Bascongada de Amigos del País y de la Academia Vasca del Derecho.

## Biografía
Se licenció en Derecho en la Universidad de Deusto en 1989, donde consiguió el Doctorado en 1997, con la tesis "Derechos de adquisición preferente. Saca foral en el País Vasco.".
Ha sido miembro del Consejo de la Facultad de Derecho de la Universidad de Deusto (1995-1997), Director de Postgrados en Cultura Vasca en el Instituto de Estudios Vascos de la Universidad de Deusto (1995-2008), representante de la misma Universidad en la Junta Permanente de Eusko Ikaskuntza (1994-1999), representante de la Universidad de Deusto en la Red Europea "Thematic Network in Agricultural an related Sciences" (2001-2006), y miembro de la Comisión de Plurilingüismo del Rectorado de la Universidad de Deusto (2015-2016).
Es miembro de la Junta Directiva de la Academia Vasca de Derecho-Zuzenbidearen Euskal Akademia, dirigida por Andres Urrutia, y también de la Real Sociedad Bascongada de Amigos del País, donde entró en 1994, como alumno, y de la mano de Adrián Celaya, antiguo director de la Bascongada, y en 1999 fue nombrado "amigo de número", siguiendo una fórmula establecida en los anteriores estatutos, por su dedicación al estudio, investigación y divulgación del Derecho Civil Foral Vasco.
Actualmente es profesor de Derecho Civil, Derecho Civil Foral y Derecho Internacional Privado en la Universidad de Deusto y también ha impartió clase durante unos años en la Facultad de Derecho de la UPV-EHU.